# 桜井誠 (活動家)
桜井 誠（さくらい まこと、1972年〈昭和47年〉2月15日 - ）は、日本の政治活動家、文筆家、政治団体「日本第一党」元（初代）党首。「行動する保守運動」代表。「在日特権を許さない市民の会」元 (初代) 会長。
韓国をテーマにしたウェブサイト「不思議の国の韓国」の管理者であった。

## 略歴

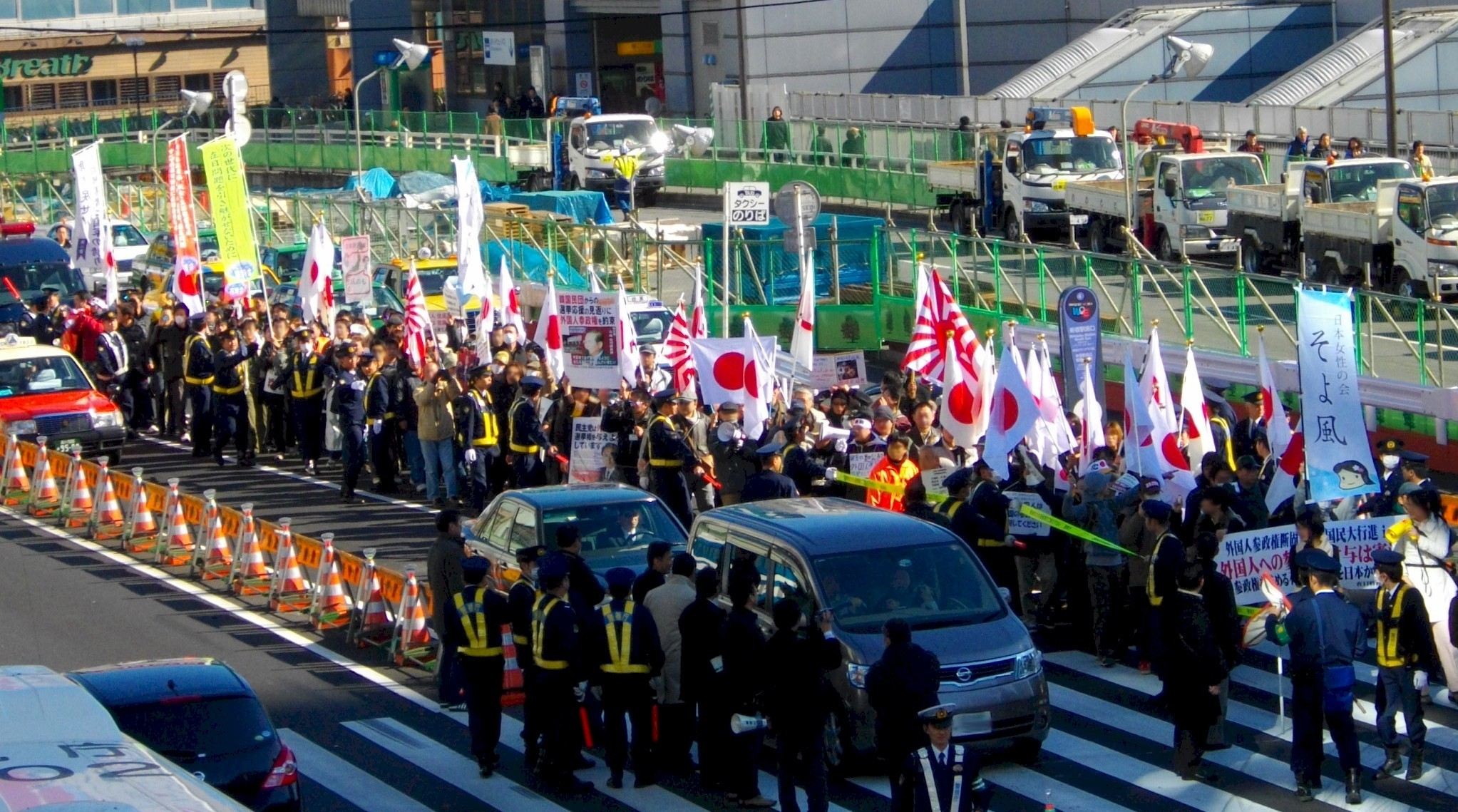
在特会による外国人参政権に反対する新宿デモ。2010年1月24日。

福岡県北九州市出身。高校時代は、同市八幡西区に住んでいた。実家のあった地域は在日韓国・朝鮮人集住地区に隣接し九州朝鮮中高級学校と至近距離にあった。福岡県立中間高等学校卒業 後、地元でアルバイト生活を送る。1997年（平成9年）に上京し、家賃3万5千円の部屋を借りて警備員、江戸川区非常勤職員などの仕事に就いた。
2002年（平成14年）の日韓共催ワールドカップの頃、インターネットを通じて初めて韓国問題にかかわった。その結果、「韓国という国は、知れば知るほど嫌いになる希有の国」 という認識に到った。中央日報翻訳掲示板（ハンドルネームは "konkon"）やNAVER日韓翻訳掲示板（ハンドルネームは "Doronpa"）などで韓国人たちを相手に、時事問題や歴史問題について議論を重ねた。2003年（平成15年）頃、ネット掲示板「日韓翻訳掲示板」で "Doronpa" というハンドルネームを使用し韓国や北朝鮮を批判する投稿を繰り返して注目を集めた。
2005年（平成17年）1月、日本テレビの討論番組「ジェネジャン！」に朝鮮問題に詳しいブロガーとして「会社員・木村誠（32）」の名前でゲスト出演した。2005年初頭、日本文化チャンネル桜に出演し、同チャンネルのオピニオン番組の常連となった。ネット以外のメディアに露出したことにより、桜井の知名度は更に増し、右派の若き論客、ネット言論界の「カリスマ」として地歩を固めていった。2009年（平成21年）以降、桜井はチャンネル桜に出演していない。
2010年（平成22年）に取材を受けたニューヨーク・タイムズ紙に、当時の本業は税金関係（a 38-year-old tax accountant（直訳すると「38歳の税理士」）と報じられた が、安田浩一からの取材で「あなたの職業が税理士というのは本当か」と尋ねると、桜井は「そんなこと答えた覚えはない」と否定している。さらにニューヨーク・タイムズ紙の取材に対して、自らの活動をネオナチと比較されることを拒んだうえで、米国のティーパーティー運動を手本に活動していることを明かした。外国人やリベラル系メディア、左派系政治家が国を支配しているせいで道を誤るという、茶会と同じ危機感を持つことがでてきたためという。

## 市民活動

### 在日特権を許さない市民の会 (在特会)
2005年（平成17年）9月に「在日無年金訴訟」について知ったことが、在特会の設立契機となった。在特会の活動のほとんどは「ニコニコ動画」や「USTREAM」などで生中継され、視聴者によってYouTube、ブログ、ツイッターを通して「拡散」された。6月13日には175人の会員を京都市役所前に集めてデモを行った。このデモに際しては、韓国民団が支持する左派集団から事前に「反撃」の予告を受けていた。予告通り、デモの際に反在特側と遭遇し、双方が互いを激しく罵りあう騒ぎがあった。この騒ぎの中で、桜井が当該左翼集団のシンパとみられる男性から暴行を受ける事件が発生した。なお、在特会は、当該反在特側がこのデモで、国旗である日章旗（日の丸）を冒涜していたなどと主張している。
- チャンネル桜側の、水島総社長が桜井との絶縁を宣言する声明を発した[要出典]。

9月27日には、秋葉原に約800名（警察発表では750名）の会員を集め、「国民主権の堅持・外国人参政権反対」を訴えるデモを行った。このデモの最中に、「排外主義反対」と書かれた紙を持って立っていた男性と小競り合いが生じた。付近は一時騒然としたものの警察官が止めに入り乱闘事件は収束した。2010年（平成22年）8月10日 - 2009年（平成21年）12月、京都朝鮮第一初級学校が近隣の公園を不正使用していると主張、その公園で街宣を行いその際に公園内に学校側が設置した備品を撤去し学校に返却しようとして、受け取らない学校側と小競り合いになった4幹部が、学校から告訴を受けて捜査していた京都府警察に威力業務妨害・暴力行為等処罰ニ関スル法律違反（集団的器物損壊）・名誉毀損容疑で逮捕された際に、桜井宅にも関係先として家宅捜索が入った。
桜井は河野談話の白紙撤回を求める市民の会の賛同人でもある。同会は2008年（平成20年）1月26日に女たちの戦争と平和資料館に対し、「慰安婦は嘘つきであり、唯の売春婦である。慰安所でも強姦が存在しなかった以上、日本政府にはなんら責任はない。”性奴隷”とは、ナチスが行った強姦などの犯罪行為の被害者となったユダヤ人の女性たちのことを指すものであり、売春婦のことを性奴隷とは呼ばない」「反日勢力による歴史修正を許さない」等の主張を展開するデモを行った。この時、桜井もデモに参加しており、後日ブログでその報告をしている。また、名古屋市で同年4月17日に開催されることになっていた元慰安婦の講演会に対して、在特会愛知支部が会場に予定されていた貸しホールに抗議を行った。抗議活動では脅迫めいた言葉を投げかける場面もあり、講演会は開催直前に会場のキャンセルを余儀なくされた。

#### 反中デモ
2012年の反中デモでは「ゴキブリシナ人を日本から叩き出せ」などのヘイトスピーチを行い、デモ終了後に桜井誠らは「パトロール」と称して、華僑の商店の多い一角に向かって「日本が戦前大陸に行ったことが侵略なら、てめえらが日本にいること自体が侵略なんだよ！」と絶叫した。

#### 対レイシスト行動集団との抗争
2013年（平成25年）6月16日、東京・新宿で桜井を含む在特会のメンバーと対レイシスト行動集団のメンバーが、暴行の疑いで現行犯逮捕された。新宿警察署によると、桜井らがデモを行うため新宿駅に着いた所、待ち伏せしていたしばき隊と小競り合いになった。勾留延長はされず48時間以内に釈放され不起訴となった。

#### 橋下徹との公開面談
2014年（平成26年）10月20日、桜井は大阪市長橋下徹（当時）と大阪市役所で公開で面談した。面談の冒頭、桜井が橋下を「あんた」と煽ったのに対し、橋下は「うるせぇな、お前」などと返し、つかみ合いになりそうな場面もあったが、関係者が間に入った。
橋下は「民族や国籍をひとくくりにして評価を下すのはやめろ。主張があれば政治家に言うか、選挙に立候補して訴えろ」と桜井を批判した。これに対し桜井は「（韓国側が）日本人をひとくくりにして誹謗中傷するからたたき返しているだけだ。民主主義のルールに基づいてデモ行進をやっている」と反論した。
討論は予定時間より大幅に短い10分で打ち切られた。討論会については「居酒屋で酔っ払いが言い合いをしている」と酷評された。
2014年（平成26年）11月11日、桜井は同月30日をもって会長を辞任した。

## 政治活動

### 2016年 東京都知事選出馬
2016年（平成28年）6月、かつての方針を一転し2016年東京都知事選挙に出馬を表明。それに伴い政治団体「都政を国民の手に取り戻す会」（略称：都取会）を設立。肩書は「元在日特権を許さない市民の会会長」とした。選挙では無所属で立候補し、「生活保護受給を日本国籍保有者限定とする」「パチンコの違法化」などを公約に掲げた。5位で落選、約11万票の支持を集めた。
桜井の獲得票に対して古谷経衡は、「想定内の健闘」「地方議会であれば数議席獲得が可能」としつつも、2014年の東京都知事選における田母神俊雄の得票数（610,865票）と比較して、「大多数のネット保守層からの支持を得ることはできなかった」「田母神氏の6分の1程度（約18.7％）しか得票できず、潜在的に桜井氏と親和性の高いネット保守からの支持の大部分を取り逃がした」と分析している。

### 2020年 東京都知事選挙
2020年（令和2年）6月4日、同年7月5日投開票の東京都知事選挙への出馬を表明した。「日本第一党推薦候補」として出馬している。今回の選挙で掲げた公約は前回2016年都知事選の7つよりも大幅に減らしており、「都民税・固定資産税ゼロ」「パチンコ規制」「外国人生活保護の即時停止」の3つとなっている。
2020年（令和2年）6月18日からの選挙活動については、新型コロナウイルス感染症の影響を懸念して従来の屋外で人を集める街宣演説を取り止め、ネット配信によるバーチャル街宣・対談を主とした。例外的に、人を集めないよう事前予告をしない形で中国大使館などへの現場へ赴く抗議街宣を行っている。都知事選以前には、新型コロナウイルスの蔓延を懸念し総務省へ選挙延期の要望書を提出していた。
選挙の結果は17万8784票を獲得したが、5位で落選した。桜井は、「確かに今回の選挙、敗れはしました。今後の小池百合子さんの活躍を期待したいと思います。しかしながら、今回のこの選挙、ひとつの大きな指針を示したと思います。バーチャル選挙、バーチャル街宣、バーチャル対談。こういったものを通じまして、皆さんもバーチャル、ネットの力を少しでも感じていただけたんじゃないかと。そして次の選挙です。次の選挙でそれを生かしていかなきゃいけないということです」と述べた。投票率は前回の2016年と比較すると低下しているものの、得票率は前回の1.74%から2.92%へ増加した。

### 2021年 第49回衆議院議員総選挙
2021年（令和3年）10月31日に執行された第49回衆議院議員総選挙に小選挙区（東京15区）から立候補し、7人中6位の9,449票で落選した。

### 2022年 第26回参議院議員通常選挙
2022年（令和4年）7月10日に執行された第26回参議院議員通常選挙に比例区から出馬し、日本第一党からの立候補者2名の中では最多の24,077票を獲得したが党としては議席を獲得できず落選した。

### 2024年 東京都知事選挙
2024年7月7日投開票の東京都知事選挙へ出馬したが、選挙の結果は56人中9位で落選した。前回2020年の都知事選と比較して、得票数83,600票、得票率2.92%から1.23%と低下した。

なお、2023年に急性心不全を発症し、合併症に起因して人工透析を受けていることを明らかにしており、「障害者一級(透析)なので次の選挙は無理」と本選挙が最後の出馬であることを自ら示唆している。

## 政策・主張
以下の主張をしている。
- 外国人生活保護は廃止
- 消費税は廃止
- 国費留学生制度は廃止
- 原発は再稼働
- 靖国神社参拝に賛成
- 女系天皇に反対
- 大阪都構想に反対
- 外国人参政権に反対
- 反日活動に否定的
- マスメディアに否定的
- 河野談話に否定的
- 野党（共産党・社民党・民主党など）に否定的
- 現与党（自民党）に否定的
- 現政権（安倍政権・菅政権・岸田政権）に否定的

### 朝鮮学校無償化は憲法89条違反
朝鮮学校無償化問題では「朝鮮学校無償化は日本国憲法第89条に違反している」と主張している。

### レコード大賞への批判
K-POPグループのiKONが第58回日本レコード大賞（2016年12月30日開催）で最優秀新人賞を受賞したことについて、Twitterで「日本レコード大賞に韓国人がノミネートされるのは意味不明」「そもそも遺恨（iKONの当て字）なるグループ自体誰も知らない」「作られた恨流（韓流の当て字）止めてくれませんか？」「韓国人は韓国で頑張って下さい」と発言。iKONのファンとみられる人から抗議が相次いだ。。

## メディア

### 「AbemaTV」公式チャンネル閉鎖
2016年9月23日、AbemaTVで開設された番組チャンネル「桜井誠のズバリ言ったわよ！！」は、ネット上で非難が殺到し、わずか1日で閉鎖された。

### ツイッターアカウント凍結
2017年11月7日、桜井のツイッターアカウントが「新しい規約に違反」として凍結された。本人は「再びアカウントを開設することはない」としている。

## 裁判、行政判断

### 李信恵による民事訴訟
2016年（平成28年）9月27日、ネット上の民族差別発言で精神的苦痛を受けたとして在特会と元会長の桜井に対し、李信恵が計550万円の損害賠償を求めた裁判で、一審・大阪地裁の増森珠美裁判長は、桜井がネット動画やツイッターで、李を「朝鮮ババア」「差別の当たり屋」などと表現し「ドブエ」と連呼したことを指摘し、「社会通念上許される限度を超える侮辱行為で、原告の人格権を侵害した」と批判した。また、桜井の一部発言について「在日朝鮮人に対する差別を増幅させる意図で行われた」として人種差別撤廃条約に違反すると認定し、在特会と連帯して77万円を支払うよう命じた。2017年6月19日、大阪高裁はフリーライターを容姿を貶める発言と認定、民族・性差別の複合差別との判断を下し敗訴。2017年（平成29年）11月29日、最高裁判所は上告を棄却して、77万円の損害賠償を認め桜井は敗訴した。

### 有田芳生への民事訴訟
参議院議員の有田芳生に「存在そのものがヘイトスピーチ」とツイートされた事は人格の否定にあたるとして、有田を提訴したが、東京地裁は桜井の過去の発言をヘイトスピーチと認定し、ある程度の批判は甘受すべきとし、有田のツイートには違法性はないとして訴えを退けた。桜井は控訴したが、翌2018年東京高裁は一審の判決を支持。自身の著作物はヘイトスピーチや差別の扇動と無関係ではないと判断。有田の「存在そのものがヘイトスピーチ」「差別に寄生して生活を営んでいる」は真実と判断された。同年9月、最高裁判所は桜井の上告を棄却、一審、二審の判決が確定した。

### ヘイトスピーチ認定
2020年（令和2年）8月26日、福岡法務局は、2019年に北九州朝鮮初級学校（北九州市八幡西区）近くで行った桜井の街頭演説を「ヘイトスピーチ」に認定したが、人権侵害については「不明確」とした。人権救済を申し立てた学校側に、調査結果の報告があったという。演説はインターネット上にも公開され、学校側が「甚大な精神的苦痛を被った」として、法務局に人権救済を申し立てていた。

## 西村修平との関係
2007年（平成19年）夏に桜井は主権会会長の西村修平と出会い、その街宣テクニックを学び取ったことは、彼の運動スタイルに劇的な変化をもたらしたとされる。なお、西村は京都朝鮮学校公園占用抗議事件の裁判過程で朝鮮学校側に謝罪し、2014年頃には「在特会は日の丸を冒涜している」と発言するなど、桜井と反目した立場をとっている。

## 著作

### 単著
- 『嫌韓流 実践ハンドブック 反日妄言撃退マニュアル』晋遊舎〈晋遊舎ムック〉、2006年2月。ISBN 9784883805020。
  - 『反日韓国人撃退マニュアル』晋遊舎〈晋遊舎ブラック新書 014〉、2009年4月2日。ISBN 9784883809189。 - 上記新書版。
- 『嫌韓流 実践ハンドブック2 (反日妄言半島炎上編)』晋遊舎〈晋遊舎ムック〉、2006年9月。ISBN 9784883805464。
- 東亜細亜問題研究会 文、餅町ツル 漫画『マンガでわかる中国100の悪行』晋遊舎〈晋遊舎ムック〉、2007年1月。ISBN 9784883805815。
- 東亜細亜問題研究会『また中国か! 90分でわかる「中国の悪行」大全』晋遊舎〈晋遊舎ブラック新書 12〉、2008年9月25日。ISBN 9784883807963。
- 『日本侵蝕 : 日本人の「敵」が企む亡国のシナリオ』晋遊舎〈晋遊舎ブラック新書 016〉、2010年8月9日。ISBN 9784863910164。
- 『在特会とは「在日特権を許さない市民の会」の略称です!』西村幸祐 インタビュー、青林堂〈SEIRINDO BOOKS〉、2013年12月24日。ISBN 9784792604837。
- 『大嫌韓時代』青林堂〈SEIRINDO BOOKS〉、2014年9月24日。ISBN 9784792605025。 （Amazonで書籍ランキング1位を獲得した[68][69]。）
- 『大嫌韓日記』青林堂〈SEIRINDO BOOKS〉、2016年6月16日。ISBN 9784792605544。
- 『日本第一党宣言』青林堂〈SEIRINDO BOOKS〉、2017年5月20日。ISBN 9784792605902。

### ジャパニズム
- 「桜井誠インタビュー 在特会の真実を、今こそ激白！」『ジャパニズム』 15巻、青林堂、2013年10月10日、5-18頁。ISBN 9784792604783。
- 「西村幸祐 聞き手　桜井誠インタビュー 在特会、京都裁判の真相！」『ジャパニズム』 16巻、青林堂、2013年12月10日、5-10頁。ISBN 9784792604820。
- 「瀬戸弘幸対談　「韓国」「在日」と対峙してきた八年間 国民世論を変えた『行動する保守運動』が次に目指すもの」『ジャパニズム』 18巻、青林堂、2014年4月10日、18-29頁。ISBN 9784792604905。
- 「インタビュー 在日特権を許さない市民の会　「嫌韓」が多数派となる「大嫌韓時代」の到来」『ジャパニズム』 21巻、青林堂、2014年10月10日、64-69頁。ISBN 9784792605056。

### 記事
- 「日韓戦 官民一体となって来襲する韓国「反日サイバーテロ」の標的」『Sapio』第18巻(第22号) (通号 401)、小学館、2006年10月25日、17-19頁。
- 「前代未聞のメディアテロはなぜ起こったのか? 石原都知事の失脚を狙った「捏造テロップ事件」」『TBS「報道テロ」全記録―反日放送局の事業免許取り消しを!』晋遊舎〈晋遊舎MOOK〉、2007年2月1日、20–27頁。ISBN 9784883805914。
- 「左翼政権になって話し合いの余地はなくなった――「在日特権を許さない市民の会」会長・桜井誠氏インタビュー」『金曜日』第18巻(第9号) (通号 804)、2010年3月12日、16-17頁。
- 「在日特権 さっさと剥奪しろ！」『歴史通』第21号、ワック、2012年11月、52-59頁。